# Myiotheretes fumigatus
El birro ahumado (Myiotheretes fumigatus), también denominado atrapamoscas terrestre (en Venezuela), atrapamoscas tiznado (en Colombia), alinaranja ahumada (en Ecuador) o ala-rufa ahumado (en Perú), es una especie de ave paseriforme de la familia Tyrannidae perteneciente al género Myiotheretes. Es nativo de regiones andinas y adyacentes del noroeste y oeste de América del Sur. 

## Distribución y hábitat

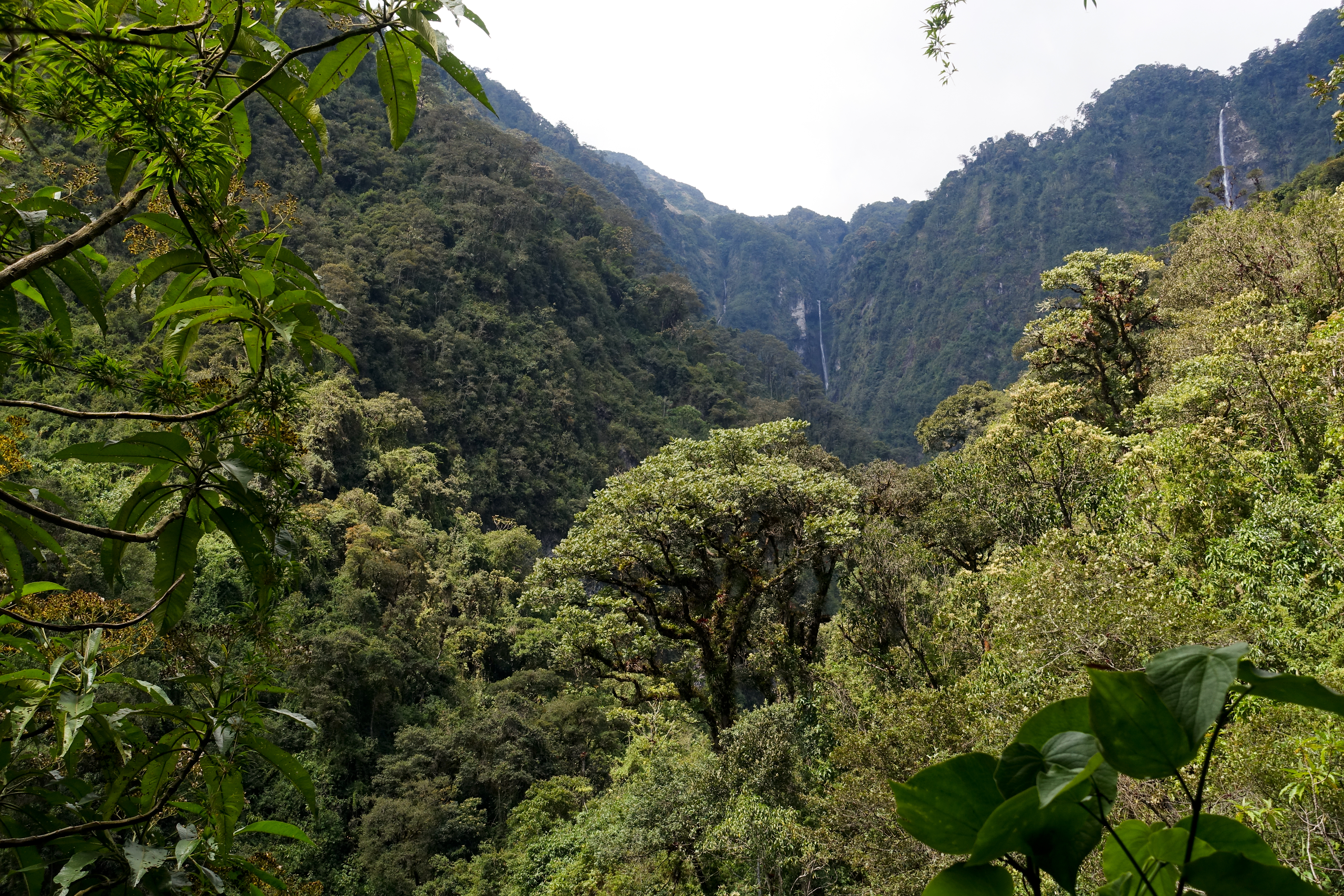
Parque nacional Sangay, en Ecuador, ejemplo de hábitat de la especie.

Se distribuye de forma disjunta a lo largo de la cordillera de los Andes, inclusive en la Serranía del Perijá, desde el noroeste de Venezuela, pasando por Colombia y Ecuador, hasta el sureste de Perú.
Esta especie es considerada poco común en sus hábitats naturales: el estrato medio y el sub-dosel de bosques montanos, principalmente en altitudes entre 2000 y 3400 m.

## Sistemática

### Descripción original
La especie M. fumigatus fue descrita por primera vez por el ornitólogo francés Auguste Boissonneau en 1840 bajo el nombre científico Tyrannula fumigata; su localidad tipo es: «Bogotá, Colombia».

### Etimología
El nombre genérico masculino «Myiotheretes» se compone de las palabras del griego «μυια muia, μυιας muias» que significa ‘mosca’, y «θηρατης thēratēs» que significa ‘cazador’; y el nombre de la especie «fumigatus», en latín significa ‘ahumado’.

### Taxonomía
Anteriormente estuvo colocado en un género Ochthodiaeta, junto a Myiotheretes pernix y M. fuscorufus.

### Subespecies
Según las clasificaciones del Congreso Ornitológico Internacional (IOC) y Clements Checklist/eBird se reconocen cuatro subespecies, con su correspondiente distribución geográfica:
- Myiotheretes fumigatus olivaceus (Phelps, Sr & Phelps, Jr, 1953) – Serranía del Perijá en la frontera norte de Colombia con Venezuela, y en el oeste de Venezuela (Cerro Tetari, en el oeste de Zulia, y río Chiquito, en el sur de Táchira).
- Myiotheretes fumigatus lugubris (Berlepsch, 1883) – Andes del oeste de Venezuela (desde Trujillo al sur hasta el norte de Táchira).
- Myiotheretes fumigatus fumigatus (Boissonneau, 1840) – Andes de Colombia y  norte de Ecuador.
- Myiotheretes fumigatus cajamarcae (Chapman, 1927) – sur de Ecuador (Cañar) y en Perú (por la pendiente occidental de los Andes hasta Cajamarca, y por la pendiente oriental al sur hasta Cuzco).